# MG M-type
La MG type M (aussi connue comme la MG Midget) est une voiture de sport produite par MG d'avril 1929 à 1932. Elle était parfois appelée la 8/33. Lancée en 1928 au salon de l'Automobile de  Londres alors que les ventes des plus grandes berlines MG chancellent en raison de la conjoncture économique, la petite voiture apporta la propriété MG à un nouveau secteur du marché, et sauva probablement la société. Les premières voitures furent faites à l'usine de Cowley, mais à partir de 1930 la production est transférée à Abingdon.
La M-Type a été l'une des premières voitures de sport véritablement abordables à être offerte par un fabricant établi, contrairement à des versions modifiées des berlines et randonneuses d'usine. En offrant une voiture avec un excellent comportement routier et une amusant expérience de conduite à un prix bas (la nouvelle MG coûte moins du double de la version la moins chère de la Morris Minor sur laquelle elle était fondée) malgré des performances globales relativement faibles, la M-type définit le modèle pour bon nombre de produits MG qui suivirent, ainsi que de nombreuses autres célèbres voitures de sport Britanniques du 20e siècle. La M-type a également été la première MG à porter le nom Midget qui sera utilisé sur une succession de petites voitures de sport jusqu'en 1980.
Cette voiture de sport 2 portes utilise une version mise à jour du moteur quatre-cylindres à arbre à cames en tête entraîné par engrenages en biseau utilisé dans les Morris Minor et Wolseley 10 de  1928 avec un seul carburateur SU, donnant 20 cv (15kW) à 4000 tr/min. La propulsion est aux roues arrière par l'intermédiaire d'une boite à trois vitesses non-synchronisée. Le châssis  basé sur celui de la Morris Minor de 1928 a une suspension abaissée à ressorts semi-elliptiques et amortisseurs à frottement Hartford qui soutiennent des essieux avant et arrière rigides munis de roues à rayon à fixation centrale. La voiture a un empattement de 78 pouces (1980 mm) et une voie de 42 po (1067 mm).
1930 a apporté une série d'améliorations à la voiture. Le système de freinage Morris à tiges avec le frein à main sur la transmission est remplacé par un système de câbles en croix couplant l'arbre au frein à main, le frein de transmission étant supprimé. La puissance du moteur est augmentée à 27 cv (20kW) par l'amélioration de l'arbre à cames, et une boîte à quatre vitesses est proposée en option. Les portes sont maintenant à charnières à l'avant. Une version suralimentée peut être commandée à partir de 1932, relevant la vitesse maximale à 80 miles/heure (130 km/h).
Les premières carrosseries étaient en cadres de bois recouverts de tissu, toutes les carrosseries sont en métal dès 1931. La plupart des voitures avaient des carrosseries faites par Carbodies à Coventry et assemblées par MG en deux places ouverte ou coupé deux portes "Sportsmans" fermé, mais certains châssis ont été livrés à des carrossiers extérieurs comme Jarvis. L'usine a même fait une version fourgonnette. La voiture peut atteindre les 65 miles/h (105 km/h) et parcourt 40 miles par gallon, soit une consommation de 7,1 litres aux cent. La version ouverte coûtant £175 au lancement s'élèvera rapidement à £185, et le coupé coûte £245. La voiture suralimentée de 1932 coûte £250.
La M-type a remporté beaucoup de succès sportifs, à la fois en privé et avec des équipes officielles, remportant des médailles d'or dans le Land's End Trial de 1929 et des victoires de classe dans la course "Double Twelve" à Brooklands en 1930. Deux voitures furent alignées aux 24 Heures du Mans 1930, mais aucune ne termina.

## Galerie

M.G. M-type 2 places de sport
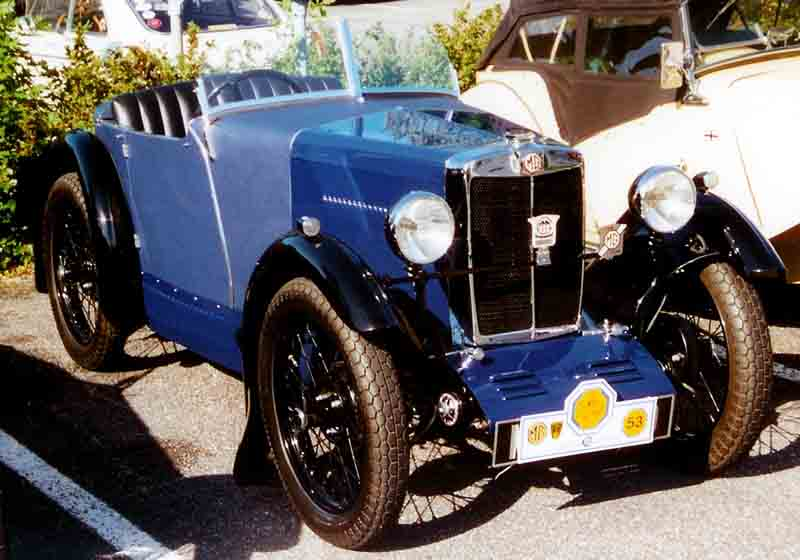
1929
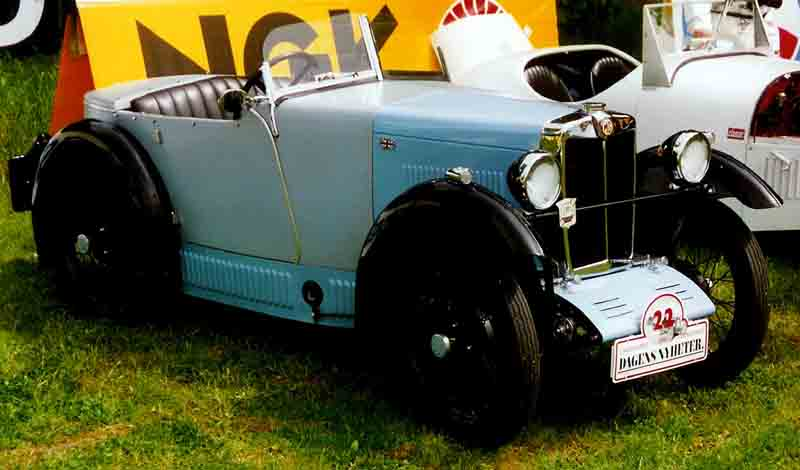
1929
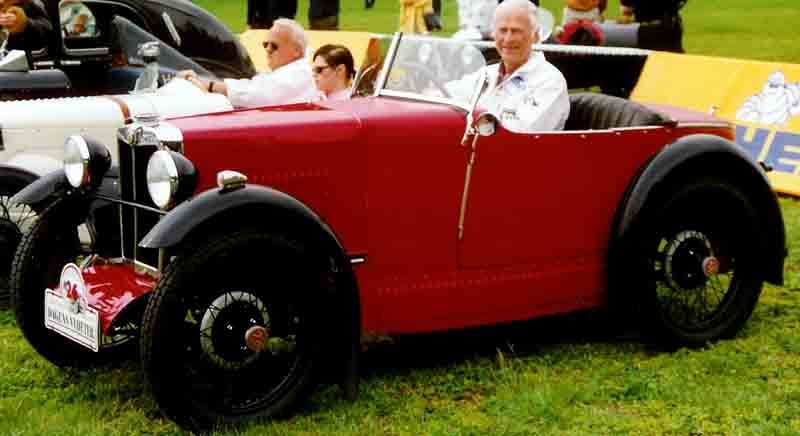
1930
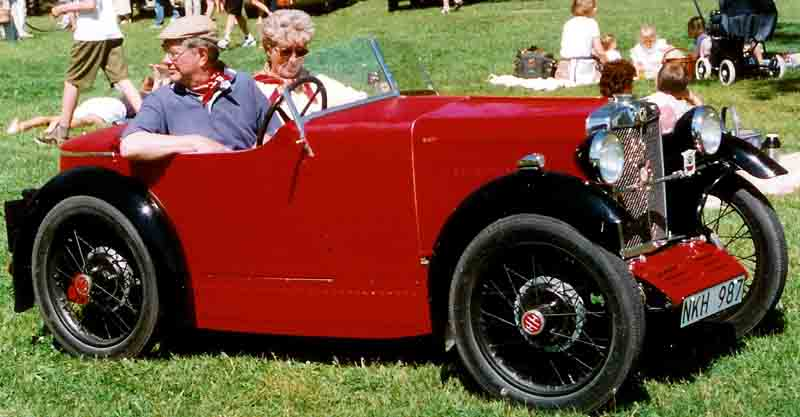
1930
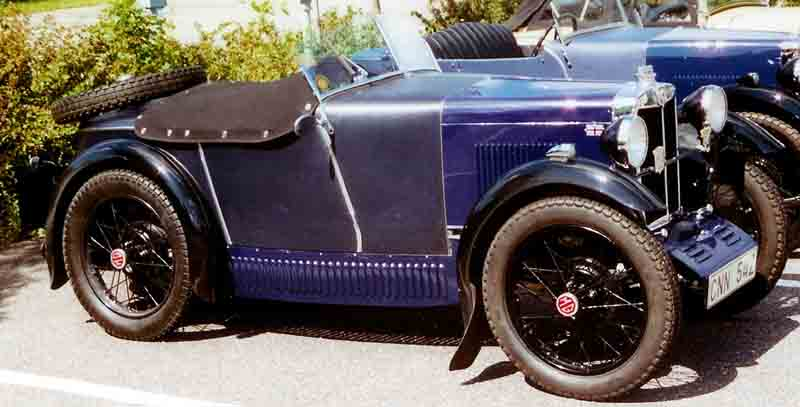
1930
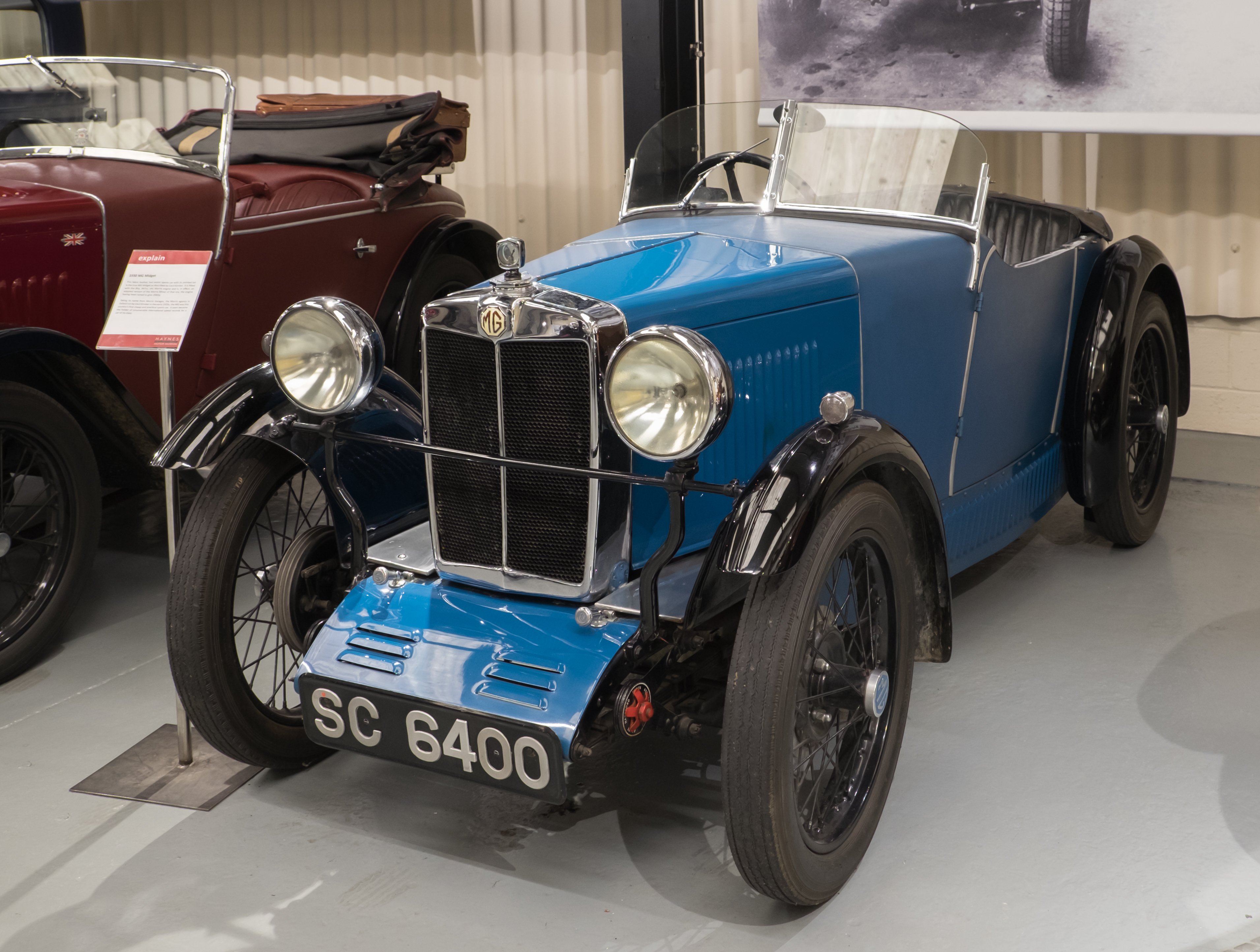
1930
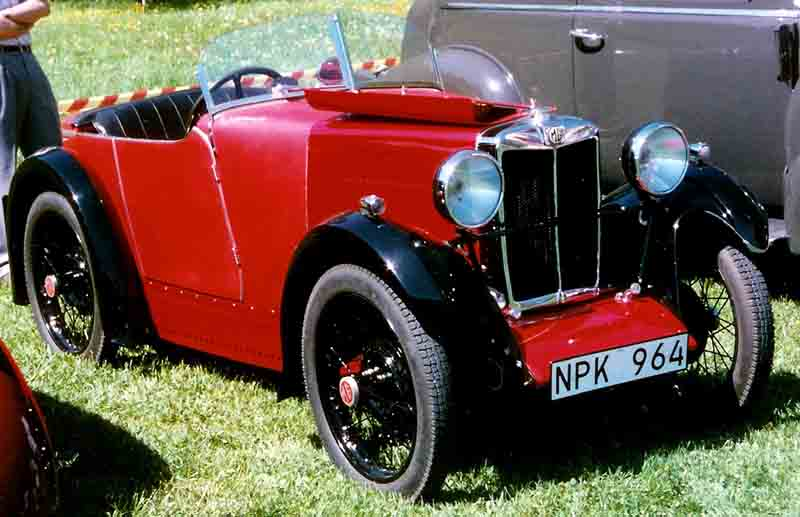
1931
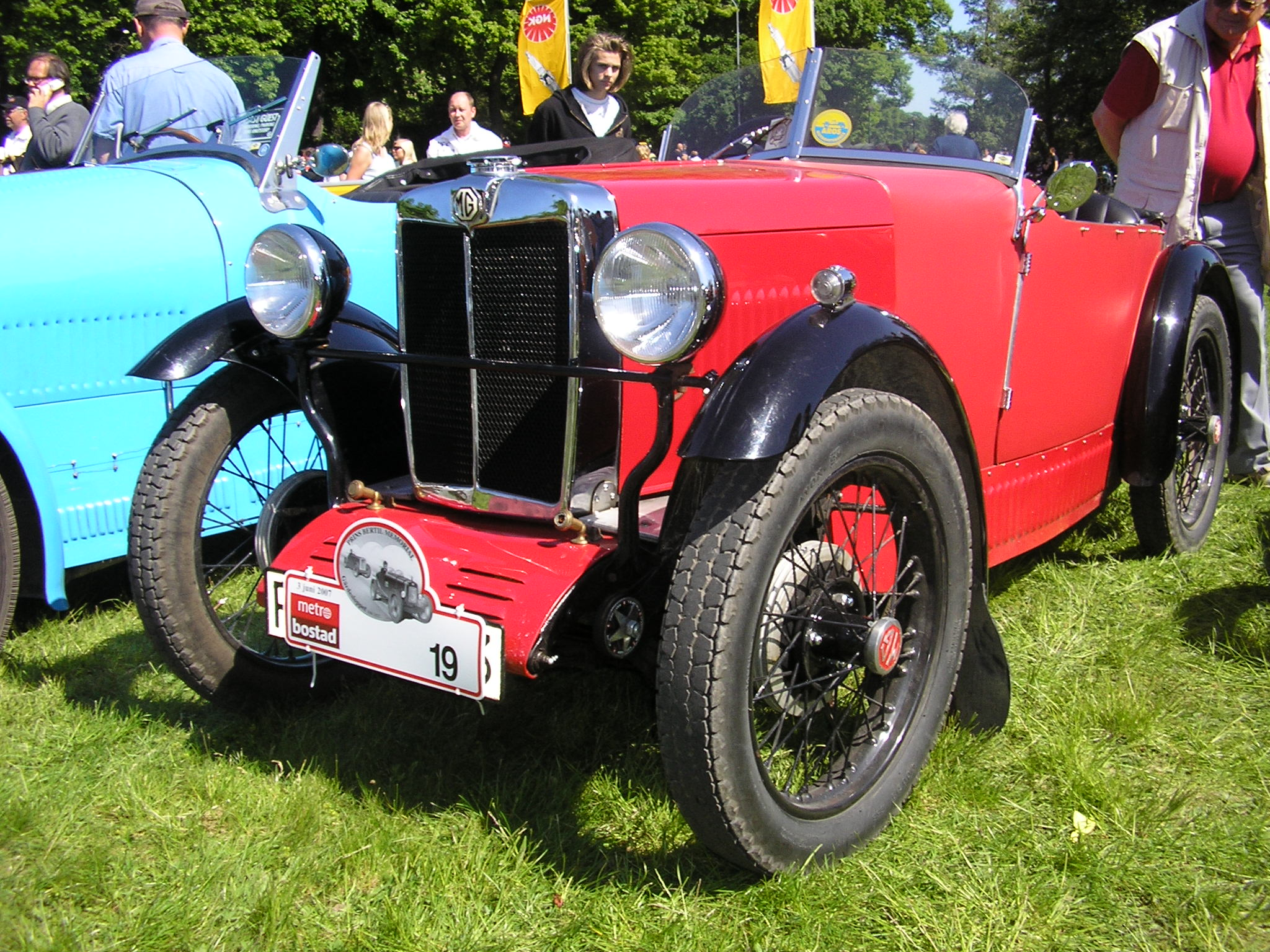
1930